# Эфесская архиепархия
Эфесская архиепархия (лат. Archidioecesis Ephesina) — титулярная архиепархия Римско-Католической церкви.

## История
В Эфесе с самого начала христианства существовала община, о которой упоминает в своём послании апостол Павел. Первым епископом Эфеса считается апостол от семидесяти Тимофей, бывший учеником апостола Павла, который рукоположил его в епископа.
В IV веке епархия Эфеса стала частью Константинопольского патриархата. Во время реформы Диоклетиана город Эфес стал центром римской провинции Азия одноимённого диоцеза. В 431 году в Эфесе состоялся Третий Вселенский Собор, на котором присутствовало 200 епископов. В 449 году в Эфесе состоялся Второй Эфесский собор, который не был признан Вселенской церковью.
С 1318 года Эфесская архиепархия является титулярной архиепархией Римско-Католической церкви.

## Греческие епископы
- святой Тимофей Эфесский (I век);
- епископ Анисим (107—117);
- епископ Поликрат (упоминается в 196 году);
- епископ Аполлоний;
- епископ Менофант (325—344);
- епископ Эвеций (упоминается в 381 году);
- епископ Антонин (упоминается в 400 году);
- епископ Ираклид (403—407);
- епископ Мемнон (упоминается в 431 году);
- епископ Василий (упоминается в 440 году);
- епископ Вассиан (446—451);
- епископ Иоанн (упоминается в 458 году);
- епископ Павел (упоминается в 480 году);
- епископ Этерий (упоминается в 500 году);
- епископ Теосебий (503—519);
- епископ Ипатий I (520—536);
- епископ Андрей (упоминается в 553 году);
- епископ Авраам (VI век);
- епископ Прокопий (упоминается в 560 году);
- епископ Эутропий;
- епископ Руфин (упоминается в 597 году);
- епископ Теодор (упоминается в 680 году);
- епископ Стефан (упоминается в 692 году);
- епископ Ипатий II (упоминается в 730 году);
- епископ Феодосий (упоминается в 754 году);
- епископ Иоанн (упоминается в 787 году);
- епископ Теофил (упоминается в 824 году);
- епископ Марк (упоминается в 833 году);
- епископ Василий (упоминается в 869 году);
- епископ Грегорий (упоминается в 879 году);
- епископ Кириак;
- епископ Теодор;
- епископ Никифор (упоминается в 1050 году).

## Титулярные архиепископы
- архиепископ Corrado O.F.M.[1] (5.07.1318 — ?);
- архиепископ Raimondo Stefano O.P. (9.07.1322 — ?);
- архиепископ Guglielmo, O.E.S.A. (16.06.1349 — ?);
- архиепископ Giovanni di Perugia O.F.M. (17.11.1402 — ?);
- архиепископ Federico Mons O.F.M. (2.01.1411 — ?);
- архиепископ Luca Borsciani Cybo O.S.M. (сентябрь 1522—1523);
  - вакансия;
- архиепископ Pierre de Villars (1.07.1613 — 18.01.1626) — назначен архиепископом Вьена;
- Архиепископ Vitalis de L’Estang (9.02.1615 — 11.08.1621) — назначен епископом Каркассона;
- епископ Basilio Cacace (12.02.1624 — ?);
- архиепископ Giacomo della Torre (9.11.1646 — 16.09.1661);
- архиепископ Виталиано Висконти (11.08.1664 — 7.03.1667) — выбран кардиналом;
- архиепископ Опицио Паллавичини (27.02.1668 — 2.09.1686) — выбран кардиналом;
- архиепископ Francesco Liberati (24.02.1688 — 18.04.1703);
- архиепископ Антонио Франческо Санвитале (16.07.1703 — 6.05.1709) — назначен архиепископом Урбино;
- архиепископ Giacomo Caracciolo (7.04.1710 — 17.01.1718);
- архиепископ Доменико Сильвио Пассионеи (16.07.1721 — 23.06.1738) — выбран кардиналом;
- архиепископ Antonio Maria Pescatori O.F.M.Cap. (22.06.1739 — 6.03.1741);
- архиепископ Антонио Эудженио Висконти (28.01.1760 — 19.04.1773) — выбран кардиналом;
- архиепископ Nicola Buschi (11.04.1785 — 11.08.1800) — назначен епископом Ферентино;
- архиепископ Benedetto Sinibaldi (11.08.1800 — апрель 1816);
- архиепископ Paolo Leardi (23.09.1816 — 31.12.1823);
- архиепископ Джованни Солья (2.10.1826 — 6.04.1835) — назначен титулярным патриархом Константинополя;
- архиепископ Лодовико Альтьери (11.07.1836 — 21.04.1845) — выбран кардиналом;
- архиепископ Alessandro Asinari di San Marzano (19.01.1846 — 2.07.1876);
- архиепископ Francesco Folicaldi (12.03.1877 — 30.10.1883);
- архиепископ Tobias Kirby (15.01.1886 — 20.01.1895);
- архиепископ Себастьяно Мартинелли O.S.A. (18.01.1896 — 15.04.1901) — выбран кардиналом;
- архиепископ Донато Рафаэле Сбаретти Тацца (16.12.1901 — 7.12.1916) — выбран кардиналом;
- архиепископ Лоренцо Лаури (5.01.1917 — 20.12.1926) — выбран кардиналом;
- архиепископ Валерио Валерии (18.10.1927 — 12.01.1953) — выбран кардиналом;
- архиепископ Себастьяно Баджо (30.06.1953 — 30.04.1969) — выбран кардиналом;
- архиепископ Giovanni Enrico Boccella T.O.R. (7.12.1978 — 22.05.1992);
  - вакансия с 1992 года.

## Источник
- Annuario Pontificio, Libreria Editrice Vaticana, Città del Vaticano, 2003, стр. 865, ISBN 88-209-7422-3
- Pius Bonifacius Gams, Series episcoporum Ecclesiae Catholicae, Leipzig 1931, стр. 443  (лат.)
- Konrad Eubel, Hierarchia Catholica Medii Aevi, vol. 1, стр. 240; vol. 3, стр. 193; vol. 4 Архивная копия от 4 октября 2018 на Wayback Machine, стр. 183; vol. 5, стр. 195—196; vol. 6, стр. 209  (лат.)
- Michele Lequien, Oriens christianus in quatuor Patriarchatus digestus, Parigi 1740, Tomo I, coll. 671—694  (лат.)
- Ephesus su Catholic Encyclopedia  (англ.)